# Équipe cycliste Coldeportes-Zenú
L'équipe cycliste Coldeportes-Zenú est une équipe cycliste colombienne, créée en 2012 avec le statut d'équipe continentale. Après deux saisons, les dirigeants ne ré-affilient pas la formation à l'UCI et démarrent la saison  2014 au plus haut niveau amateur colombien.

## Histoire de l'équipe
La création de l'équipe est le fruit d'une volonté politique, celle du ministre des sports de Colombie, Jairo Clopatofsky. Celui-ci a de grandes aspirations pour le cyclisme et l'équipe en particulier : il aimerait qu'un cycliste colombien, d'une formation colombienne gagne le Tour de France. Il a décidé de mettre les moyens pour cela et il peut s'appuyer sur l'éclosion, ces dernières années, de coureurs de talents. Rappelant les années où Luis Herrera apportait de l'espoir aux Colombiens, à une époque où son pays était à feu et à sang, il veut utiliser le cyclisme pour unifier le pays, comme, selon lui, Nelson Mandela a utilisé le rugby pour apaiser les divisions en Afrique du Sud. 
L’état colombien finance le projet par l’intermédiaire de l'entité Coldeportes (Instituto Colombiano del Deporte). C'est un organisme qui régit les fédérations sportives nationales et qui est, plus particulièrement, chargé de promouvoir et de développer l'éducation physique et le sport dans le pays. Lors de la création, la structure comprenait trente-huit cyclistes. Seize coureurs intègrent l'équipe continentale professionnelle Colombia - Coldeportes et vingt-deux l'équipe continentale, Colombia-Comcel. Cette dernière a un calendrier exclusivement latino-américain et national.

### Saison 2012
Très tôt dans la saison, les coureurs de la formation représente le projet dans deux courses de l'UCI America Tour 2012, en Amérique latine. L'équipe dispute le Tour du Chili (es) et le Tour de San Luis (es). Début janvier, au Chili, Didier Chaparro obtient la quatrième place au classement général final. Mais les Colombia - Comcel sont dominés par Félix Cárdenas, deuxième de l'épreuve, et les hommes de la GW Shimano, équipe de l'Élite du cyclisme amateur colombien, vainqueurs du classement par équipes. À la fin du même mois, les résultats ne sont pas convaincants, non plus, en Argentine, le premier d'entre eux termine au-delà de la vingtième place et, surtout, ils sont dépassés par la sélection nationale de poursuite par équipes, renforcée par des membres de la GW Shimano.
Il s'ensuit une longue période trouble, où l'existence même de la seconde équipe du projet Coldeportes semble menacée. Au point que la fédération colombienne de cyclisme s'est sentie obligée d'intervenir pour démentir les rumeurs sur la cessation d'activité de l'équipe. Dans son communiqué, elle assurait travailler main dans la main avec les responsables de la formation, pour la structurer de manière saine et solide. Elle réitérait, également, aux coureurs que les contrats signés seraient respectés. Le directeur sportif Hernán Buenahora est, toutefois, remercié et remplacé par Carlos Mario Jaramillo. Fin mars, les coureurs sont rassurés sur la viabilité de l'équipe. Cependant, l'incertitude sur leur avenir a perturbé la préparation de coureurs, qui pour certains n'ont pas couru durant six mois, et affecté leur mental, ils arrivent au départ de la Clásica de Anapoima, première course du calendrier national qu'ils disputent, avec un handicap par rapport à leurs adversaires, qui, eux, ont pu concourir dans d'autres compétitions.
Malgré cela, Didier Chaparro remporte l'étape-reine de l'épreuve et ouvre le compteur de victoires de sa formation. En outre, Chaparro finit huitième et Camilo Gómez dixième du classement général final, l'équipe finissant, quant à elle, troisième. Quelques jours plus tard, les Colombia-Comcel prennent le départ de leur deuxième épreuve du calendrier national (la Vuelta al Tolima). Marlon Pérez et Jhon Freddy García y débutent avec leur nouvelle formation. Jaime Castañeda remporte la deuxième étape, à l'issue d'un sprint massif. Lors de la dernière étape, disputée en circuit dans les rues d'Ibagué, Stíver Ortíz, chargé de lancer le sprint pour son équipier Mauricio Ardila, le devance. Ils réussissent, ainsi, le doublé. Marlon Pérez s'adjuge le classement des étapes volantes, tandis que Juan Alejandro García termine cinquième au classement général.

### Saison 2013
Fin 2012, Carlos Mario Jaramillo réaffirme le but de sa formation : être l'antichambre de l'équipe cycliste Colombia. La tâche assignée à la formation rouge et noir est d'intégrer au maximum les nouveaux talents du cyclisme colombien. De ce fait, les recrues sont majoritairement des coureurs de la catégorie Espoir ou des première et seconde années de la catégorie Élite. Même si l'objectif reste d'obtenir les meilleurs résultats possibles dans les épreuves du calendrier national.
La saison cycliste colombienne 2013 commence véritablement à la fin mars par la Vuelta al Valle. L'équipe Élite et les moins de 23 ans de la formation sont au départ. Les résultats sont faibles, pas de victoire ni aux arrivées d'étape ni dans les classements annexes et une septième place finalement pour Luis Felipe Laverde. Quelques semaines auparavant, la formation avait participé à la Clásica José María Córdova de Rionegro et avait subi la domination d'Óscar Sevilla. Cependant, elle avait placé quatre des siens dans les dix premiers et le frère cadet du manager, Daniel Jaramillo avait réussi à monter sur le podium de l'épreuve et s'adjuger le classement des moins de 23 ans.
Début avril, lors de la Clásica de Anapoima, et ce malgré l'absence de quelques teams majeurs, l'équipe Élite et les moins de 23 ans de la formation subissent totalement la course et la loi des EPM-UNE. Le premier d'entre eux, Javier Gómez, termine quinzième (et néanmoins premier dans la catégorie Espoir).
Malgré une opposition bien supérieure à la semaine précédente, la formation réalise de meilleurs résultats à la Clásica de Fusagasugá. Daniel Jaramillo remporte la première victoire de l'année pour son équipe. Dans la dernière étape, il rejoint un groupe d'échappés, à qui il fausse compagnie, pour s'imposer. En outre, Julián Atehortúa s'adjuge le classement des étapes volantes.
Le week-end suivant se déroule les championnats nationaux. Dans la catégorie Espoir, Kevin Ríos et Daniel Jaramillo ratent de peu le podium du contre-la-montre, en terminant quatre et cinquième. Par contre le lendemain, les coureurs réalisent un formidable triplé. Ronald Gómez qui court l'épreuve pour la ligue cycliste de la Valle del Cauca devance Julián Marín et Daniel Jaramillo. Les moins de 23 ans de la formation dominent la course, en contrôlant le peloton et la fugue initiale, déclenchant la poursuite au moment adéquat et terminant le travail avec l'échappée victorieuse de Gómez. Les résultats des coureurs sont moins concluants chez les Élites, puisqu'ils réalisent, dans la course en ligne, aussi un triplé mais de la huitième à la dixième place, tandis que Luis Felipe Laverde termine le contre-la-montre septième et premier d'entre eux.
Quatre jours plus tard, la formation dispute la Vuelta al Tolima et les coureurs de la catégorie Élite y inaugure leur palmarès, même si Óscar Sevilla leur est encore supérieur. Juan Alejandro García gagne la première étape, en réglant ses deux derniers compagnons d'échappée, cinq secondes devant le peloton. Il terminera neuvième de l'épreuve. Tandis que Daniel Jaramillo échoue de peu, lors de la troisième étape, face à Félix Cárdenas. Il finit, néanmoins, premier de son équipe, à la quatrième place du classement général final, tout en s'imposant dans la catégorie Espoir.
Dans l'épreuve suivante, la Clásica Ciclística El Carmen de Viboral, l'effectif aligné est dépassé. Aucun n'entre dans les quinze premiers au classement final et ne remporte de classements annexes. Kevin Ríos sauve les apparences, en remportant le circuit de clôture, disposant au sprint de ses deux derniers compagnons d’échappée. À la Vuelta a Antioquia, les résultats sont également très insuffisants. Le premier d'entre eux termine quatorzième, seul satisfecit avec le classement Espoir remporté par Sebastián Henao.
Puis arrive l'épreuve majeur du calendrier national colombien, le Tour de Colombie. Équipe formatrice, les objectifs sont de faire du mieux possible au classement général, avec Luis Felipe Laverde et Julián Rodas, sur qui Carlos Mario Jaramillo compte beaucoup, et de gagner le classement des moins de 23 ans avec Ronald Gómez, Sebastián Henao ou le jeune frère du directeur sportif, Daniel.
Les objectifs annoncés sont atteints. Laverde finit six fois dans les cinq premiers aux arrivées d'étape. Sa quatrième place dans le contre-la-montre de clôture lui permet de grimper du dixième au sixième rang final. Henao remporte le classement des moins de 23 ans, avec plus d'une demi-heure d'avance sur son second et la formation accroche la dernière marche du podium du classement par équipes. Malgré une troisième place la veille, Rodas ne prend pas le départ de la neuvième étape, en raison d'une bursite au genou.
Onze jours après l'évènement majeur de la saison cycliste colombienne, les coureurs sont au départ de la Clásica Héroes de la Patria. Encore une fois, Kevin Ríos est le meilleur d'entre eux. Bien qu'il soit battu par Jaime Castañeda pour le gain de l'ultime étape, il termine huitième au classement général final et meilleur sprinteur de la compétition. Dans l'épreuve suivante, la Vuelta Marco Fidel Suárez, les coureurs sont encore une fois dominés par la concurrence. Cependant Julián Atehortúa réussit l'exploit de mener la dernière étape de bout en bout, pour s'imposer.
Deux boyacenses de la catégorie Espoir Rodrigo Contreras et Sebastián Molano sont recrutés durant l'été. Deux équipes sont alignés au départ de la Clásica Ciudad de Bogotá, où Sebastián s'immisce dans l'échappée de huit coureurs, de la première étape. Son expérience de la piste lui permet de s'imposer lors du sprint d'arrivée. Le lendemain dans le contre-la-montre, que son coéquipier Salvador Moreno ne remporte pas pour trois millièmes, Molano rétrograde. Son coéquipier John Martínez, présent la veille dans l'échappée, lui, s'installe sur le podium. Dans la course en circuit qui clôt l'épreuve Daniel Jaramillo n'est devancé que par le vainqueur Hernando Bohórquez. Martínez finit troisième et Contreras neuvième au classement individuel, tandis que Fernando Gaviria est sacré meilleur sprinteur de l'épreuve.
Il faut attendre la fin de cette même semaine et un peloton encore plus clairsemé pour voir l'équipe enfin remporter un classement général individuel d'une course par étapes du calendrier national colombien. Sebastián Henao en s'imposant devant Javier Gómez, lors de la première étape, remporte la Clásica de Funza devant celui-ci. Les Coldeportes-Claro terminent à cinq dans les sept premiers et raflent tous les classements annexes.
Une semaine plus tard, bien que les EPM-UNE et les Aguardiente Antioqueño - Lotería de Medellín soient encore absents, les Coldeportes-Claro sont, cette fois, dominés par les EBSA - Indeportes Boyacá dans le Clásico Club Deportivo Boyacá. Pourtant le premier jour se termine par la victoire de John Martínez, qui règle un petit groupe de quatre coureurs (dont son coéquipier Salvador Moreno), formé dans la descente de la dernière difficulté du jour. Martínez remporte sa première victoire (en individuel) depuis 2008 et la deuxième étape de la Vuelta a Cundinamarca. Le dernier jour, Pedro Herrera profite du contre-la-montre en côte pour s'imposer, devant Moreno. Ce dernier se console avec les titres de meilleur Espoir et de meilleur grimpeur.
Puis arrive, après ces courses qui ont plutôt servi de préparation, le principal objectif de la formation, la Vuelta de la Juventud, épreuve la plus importante du calendrier national Espoir. Deux équipes y sont inscrites. Sous les couleurs de Coldeportes - Claro, la première est la grande favorite pour conserver son titre. Elle dispose dans ses rangs des trois derniers vainqueurs (Javier Gómez, Daniel Jaramillo et Ronald Gómez), ce dernier en étant son chef de file. De plus, elle part avec la nouvelle figure du cyclisme antioqueño Sebastián Henao, récent vainqueur du classement Espoir du Tour de Colombie et de Fernando Gaviria, double champion du monde junior sur piste. Pourtant bien qu'elle s'adjuge tous les classements annexes et placent trois hommes dans les quatre premiers, César Villegas lui subtilise le classement individuel. Après le prologue, la course se résume rapidement à un duel entre Villegas et Jaramillo. Mais alors que ce dernier grignote son retard, Villegas assure définitivement sa victoire en s'imposant dans le contre-la-montre de la cinquième étape. Jhonatan Restrepo, membre de la seconde équipe Supérate Intercolegiados, remporte deux étapes,  et Daniel Jaramillo une. Ce dernier termine deuxième et vainqueur des classements par points et de la montagne. Fernando Gaviria s'impose comme le meilleur sprinteur de la compétition tandis que Sebastián Henao et Salvador Moreno terminent respectivement troisième et quatrième.
Pour préparer le Clásico RCN, une équipe est alignée au départ de la Vuelta a Boyacá. Même si elle doit laisser Jahir Pérez remporter l'épreuve, Camilo Gómez monte sur le podium, grâce notamment à deux deuxièmes places, . De plus, la formation termine deuxième du classement par équipes et Gómez s'impose dans le classement de la régularité. En outre, Salvador Moreno, non content de terminer neuvième, s'adjuge trois classements annexes (Espoir, montagne et étapes volantes).

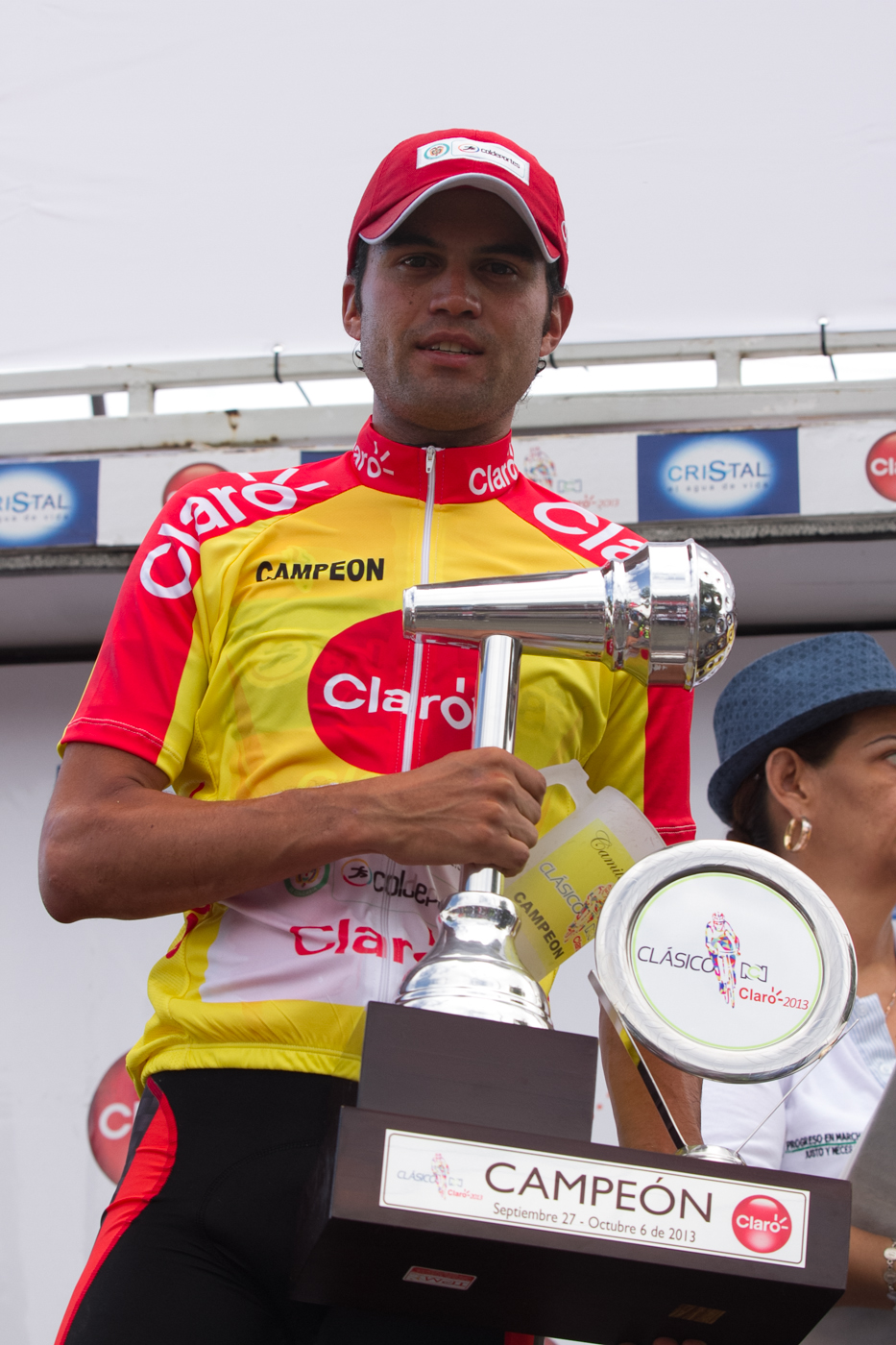
Camilo Gómez, avec son trophée, sur le podium final du Clásico RCN 2013.

Au départ du Clásico RCN, deuxième épreuve la plus importante du calendrier cycliste colombien, la formation Coldeportes - Claro se présente sans ses deux leaders Luis Felipe Laverde et Julián Rodas. Elle a la volonté de se concentrer sur le gain d'étapes et compte sur Camilo Gómez pour disputer le classement général.
Gómez y remporte le plus grand succès de sa carrière et permet à son équipe d'obtenir un nouveau titre d'envergure nationale, un an après la victoire de Ronald Gómez dans la Vuelta de la Juventud 2012. La quatrième étape se révèle la plus importante de la course. Non seulement deux favoris, Félix Cárdenas et Freddy Montaña, sont écartés de la lutte pour la victoire finale, sur chutes, mais les EPM-UNE, paraissent avoir réussi un coup de maître. Profitant de l'étroit marquage des Aguardiente Antioqueño sur leur leader Óscar Sevilla, le directeur technique, Raúl Mesa lance deux hommes forts Giovanni Báez et Walter Pedraza dans une échappée. Ceux-ci arrivent avec plus de deux minutes trente d'avance sur le peloton à Zipaquirá. Cependant, bien que Pedraza prenne le maillot jaune le lendemain, ils perdent régulièrement du temps pour terminer au-delà de la dixième place. Au contraire de Camilo Gómez, présent aussi dans l'échappée, qui conserve plus de deux minutes de l’avantage accumulé ce jour-là pour s'adjuger l'épreuve, malgré toutes les attaques dont il fut l'objet, après sa prise de pouvoir, lors de la sixième étape. De son propre aveu, l'instant le plus critique se situe lors de la montée finale à Cali, où il fut près de céder. Cependant la victoire de Sevilla, le dernier jour, lui permet de déloger Gómez de la tête du classement de la régularité et d'aider sa formation à subtiliser le titre de meilleure équipe de la course aux Coldeportes - Claro.
Une dizaine de jours plus tard, une équipe est au départ de la Vuelta a Cundinamarca. Malgré la faiblesse du plateau, elle est totalement dominée par les EBSA - Indeportes Boyacá, qui terminent avec six hommes dans les neuf premiers et le titre pour Luis Largo. Le premier Coldeportes - Claro, Jorge Humberto Noreña achève l'épreuve huitième, en remportant, néanmoins, la catégorie Espoir. William Valencia, lui, s'impose comme meilleur sprinteur et Juan Pablo Forero remporte sa seule et unique victoire de la saison, dans le sprint massif qui clôt la deuxième étape.
La quarantième édition du Clásico El Colombiano est la dernière compétition de l'année, où l'équipe est officiellement engagée en Colombie. Julián Atehortúa termine cinquième les deux étapes et à la septième place du classement général final. Il est le seul des huit présents à avoir intégré l'échappée des dix-huit qui se disputent la victoire, le dernier jour.
À la même date, une équipe composée d'hommes expérimentés et d'Espoirs, emmené par le récent vainqueur du Clásico RCN, Camilo Gómez, part en Bolivie, disputer le Tour national, épreuve de l'UCI America Tour 2014. Un temps malmené par la concurrence, les coureurs colombiens dominent la compétition, à l'arrivée de la montagne.

### Saison 2014
Dès le mois de janvier, la formation inaugure son palmarès grâce à Javier Gómez, vainqueur du Circuito ciclístico Ángel Miguel Sanabria de Tuta. Cette épreuve inaugurale du calendrier colombien voit Gómez mener à bien une échappée, conjointement avec l'inexpérimenté Wilmer Rodríguez. Quelques jours plus tard, Argiro Ospina, débarqué au bout d'un an par sa formation World Tour Movistar, trouve un accord, pour la nouvelle saison, avec les dirigeants de l'équipe.
En février, dix membres participent à la première course à étapes du calendrier national, la Vuelta al Tolima. Déjà auteur d'un bon prologue, Rodrigo Contreras termine sur le podium de l'épreuve et meilleur Espoir de la compétition, en réussissant à suivre Óscar Sevilla, lors de l'étape-reine. Son coéquipier Juan Pablo Forero, lui, s'adjuge le classement des étapes volantes et sa formation échoue à une poignée de secondes des EPM-UNE. Au mois de mars, Carlos Mario Jaramillo, le directeur technique emmène une formation disputer le Tour du Mexique.
Après une interruption de quatre semaines, le calendrier national colombien reprend lors de la Clásica de Anapoima. Comme en février, les EPM-UNE dominent la compétition. Freddy Piamonte, transfuge de cette équipe, termine à la sixième place et la formation finit dauphine des EPM-UNE.
L'épreuve suivante n'a lieu que début avril. Les deux premières étapes de la Vuelta al Valle del Cauca se terminent au sprint par la victoire du nouveau champion sud-américain de la course omnium et membre de l'équipe, Fernando Gaviria. Ce dernier, leader de la course doit, pourtant, s'effacer face à Óscar Sevilla, lors du contre-la-montre du lendemain. Bien qu'optimiste devant l'exercice, qu'il avait préparé, il est victime d'une crevaison qui l'entraîne à terre, et le rejette à 2 min 23 s de l'Espagnol. Gaviria garde, cependant, la tête des classements de la régularité et des étapes volantes, jusqu'au matin de l'arrivée, où il ne conserve que le premier. Le bilan au classement général individuel est, par contre, mauvais puisqu'un seul homme termine dans les quarante-quatre premiers (Luis Felipe Laverde seizième).

## Dopage
Le 20 mai 2019, l'Union cycliste internationale annonce qu'Alex Cano est provisoirement suspendu après avoir été notifié d’une violation des règles antidopage (usage d'une substance prohibée) sur la base des anormalités détectées dans son passeport biologique.

## Classements UCI
L'équipe participe à quelques épreuves du calendrier de l'UCI America Tour et à de nombreuses compétitions du calendrier national colombien. 
UCI America Tour
| Saison | Classement par équipes | Meilleur coureur au classement individuel |
| ------ | ---------------------- | ----------------------------------------- |
| 2012   | 22e                    | Álvaro Duarte (121e)                      |
| 2013   | 14e                    | Juan Alejandro García (81e)               |
| 2014   | -                      | Fernando Gaviria (18e)                    |
| 2015   | -                      | Jhonatan Restrepo (24e)                   |
| 2016   | -                      | Alejandro Ramírez (259e)                  |

Nota bene : tous les points acquis, durant l'UCI America Tour 2012, par Álvaro Duarte et comptabilisés pour le compte de l'équipe ont été obtenus, sous le maillot de la formation EBSA, fin 2011.

## Coldeportes-Zenú en 2017

### Effectif
| Cycliste             | Date de naissance | Nationalité | Équipe 2016                                                                |  |
| -------------------- | ----------------- | ----------- | -------------------------------------------------------------------------- |  |
| Alex Cano            | 13 mars 1983      | Colombie    | Aguardiente Antioqueño - Indeportes Antioquia - IDEA - Lotería de Medellín |  |
| Germán Chaves        | 9 mars 1995       | Colombie    | Coldeportes-Claro                                                          |  |
| Rodrigo Contreras    | 2 juin 1994       | Colombie    | Etixx-Quick Step                                                           |  |
| Álvaro Hodeg         | 16 septembre 1996 | Colombie    | Coldeportes-Claro                                                          |  |
| Daniel Largo         | 18 octobre 1997   | Colombie    | Alcadía de Manizales                                                       |  |
| Luis Felipe Laverde  | 6 juillet 1979    | Colombie    | Coldeportes-Claro                                                          |  |
| Duván López          | 3 avril 1997      | Colombie    | Orgullo Paisa-Indeportes Antioquia                                         |  |
| John Martínez        | 13 mai 1983       | Colombie    | Coldeportes-Claro                                                          |  |
| Juan Martín Mesa     | 23 janvier 1992   | Colombie    | Coldeportes-Claro                                                          |  |
| Cristian Muñoz       | 20 mars 1996      | Colombie    | Coldeportes-Claro                                                          |  |
| Dalivier Ospina      | 9 octobre 1985    | Colombie    | Coldeportes-Claro                                                          |  |
| Alejandro Ramírez    | 15 août 1981      | Colombie    | Coldeportes-Claro                                                          |  |
| Miguel Ángel Rubiano | 3 octobre 1984    | Colombie    | Coldeportes-Claro                                                          |  |
| Cristian Serrano     | 9 avril 1989      | Colombie    | EBSA                                                                       |  |
| Nelson Soto          | 19 juin 1994      | Colombie    | Coldeportes-Claro                                                          |  |